# Пакс Юлия
Пакс Юлия (лат. Pax Julia) — город в римской провинции Лузитания, современная Бежа (Португалия).
Это место было заселено уже в кельтские времена около 400 года до н. э. Имеются указания на карфагенское присутствие в городе. Упоминается Полибием и Клавдием Птолемеем. Он был переименован в Пакс Юлия, «Мир Юлия», Гаем Юлием Цезарем в 48 году до н. э. после того, как был заключен мир с лузитанами.
Где-то между 31 и 27 годом до н. э., во времена правления императора Октавиана Августа, город получил статус муниципия. Колонисты были приписаны к Галериевой трибе.
Археологи обнаружили остатки большого римского храма (30 х 19,4 метра), датируемого первым веком нашей эры на городском форуме, несколько надписей, арки, укрепления и акведук.